# Бюст дважды Героя Советского Союза И. А. Плиева
Бюст дважды Героя Советского Союза И. А. Плиева — памятник монументального искусства регионального значения во Владикавказе, Северная Осетия, объект культурного наследия России. Расположен на улице Кирова около входа в главный корпус Горского аграрного университета, д. № 37 с перспективой на проспект Мира и бульвар.
Ближайшие объекты культурного наследия: бывшая гостиница «Гранд-отель» (проспект Мира, 54/ улица Кирова, 38) и её бывший филиал (проспект Мира, 55/ улица Кирова, 36), расположенные на противоположной стороне улицы Кирова.

## История
8 сентября 1945 года генерал-полковник Исса Александрович Плиев Указом Президиума Верховного Совета СССР был награждён второй Золотой медалью Героя Советского Союза за «образцовое выполнение боевых заданий командования на фронтах борьбы с японскими империалистами». Согласно Указу местные власти были обязаны изготовить и установить бюст дважды Героя Советского Союза И. А. Плиева на его родине: «соорудить бронзовый бюст и установить его на постаменте на родине награждённого».
Памятник по проекту скульптора С. Д. Тавасиева и архитектора И. Г. Гайнутдинова установлен в 1950 году на месте бывшего памятника Архипу Осипову, разрушенного в 1930-е годы во время советского иконоборчества. Памятник Архипу Осипову располагался напротив главного входа в здание штаба 21-й пехотной дивизии, в котором в послевоенное время находился учебный корпус сельскохозяйственного института. Штаб дивизии было снесён в 1970-е годы во время строительства современного корпуса университета.
Бюст изготовлен из бронзы, постамент — из красного гранита. На передней панели постамента золотыми буквами выбит Указ Президиума Верховного Совета СССР о награждении И. А. Плиева второй Золотой медалью Героя Советского Союза.

## Галерея

Бюст И. А. Плиева. На заднем плане – здание бывшего штаба 21-й пехотной дивизии. Фото 1960-х годов.
Вид бюста со стороны бульвара на проспекте Мира. Фото 1960-х годов.
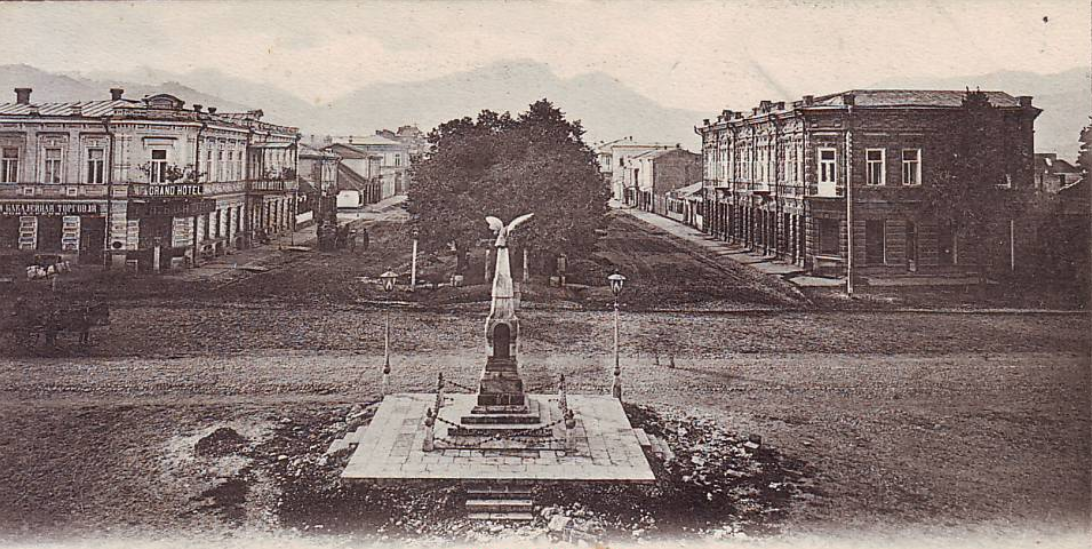
Утраченный памятник Архипу Осипову. В настоящее время на его месте находится бюст И. А. Плиева. Фото начала XX века.